# Universidad de Isfahán
La Universidad de Isfahán (UI) (en persa: دانشگاه اصفهان Dāneshgāh-e Esfāhān) es una institución estatal iraní dedicada a la enseñanza superior. Está ubicada en la plaza Azadi de la ciudad de Isfahán, y tiene un segundo campus en Khansar. Ofrece títulos universitarios en 71 disciplinas, títulos de posgrado en 185 campos y posgrados en otras tantas 119 especialidades.

## Historia
La Universidad de Isfahán se construyó en 1946. La decisión de establecerla fue una idea desarrollada por varios médicos en el Hospital Amin en 1939. Finalmente, la junta directiva del hospital aprobó un plan para establecer el Instituto Médico Superior de Isfahán en 1946. En septiembre del mismo año, se publicó en los periódicos locales un anuncio firmado por el profesor Dr. Jelveh, entonces encargado del Departamento de Tratamiento Médico y Salud de la provincia de Isfahán, en el que se invitaba a los futuros estudiantes a inscribirse en el nuevo instituto. Las primeras clases se llevaron a cabo en la Escuela Secundaria Sadi (ahora Instituto Soureh). Muchos más estudiantes se matricularon en los años siguientes, y por lo tanto el instituto tuvo que encontrar un campus más grande para acomodar el creciente número de nuevos alumnos. Las primeras clases tuvieron lugar el 29 de octubre de 1950. Las ciencias médicas se dividieron en una escuela separada en 1985, la Universidad de Ciencias Médicas de Isfahán.

## Facultades
A partir de 2020, la universidad pasó a contar con catorce facultades, que son:
- Facultad de Ciencias Administrativas y Económicas
- Facultad de Ciencias y Tecnologías Biológicas
- Facultad de Teología y Estudios Ahl Al-Bayt (Descendientes del Profeta)
- Facultad de Química
- Facultad de Ingeniería Civil y Transporte
- Facultad de Ingeniería Informática
- Facultad de Educación y Psicología
- Facultad de Ingeniería
- Facultad de Lenguas Extranjeras
- Facultad de Ciencias Geográficas y Planificación
- Facultad de Letras y Humanidades
- Facultad de Matemáticas y Estadística
- Facultad de Física
- Facultad de Ciencias del Deporte

## Presidentes
Relación de presidentes de la Universidad de Isfahán:
| Presidente                  | Período    |
| --------------------------- | ---------- |
| Mehdi Namdar                | 1958-1961  |
| Mohammad Riahi              | 1961-1962  |
| Qasem Motamedi              | 1967-1976  |
| Mohammad Ali Tusi           | 1977-1979  |
| Gholamabbas Tavassoli       | 1979-1980  |
| Mohammad Ali Shahzamanian   | 1980-1981  |
| Akbar Shah Mohammadi        | 1981-1982  |
| Seyed Morteza Saghaiannejad | 1982-1985  |
| Hassan Razmjoo              | 1985-1997  |
| Houshang Talebi             | 1997-2005  |
| Mohammad Hossein Ramasht    | 2005-2013  |
| Houshang Talebi             | 2013-2021  |
| Hossein Harsij              | desde 2021 |

## Emblema
El logotipo de la universidad fue diseñado por el Dr. Hossein Yaghini en 1968 por orden del Dr. Motamedi, presidente de la universidad.

## Clasificaciones internacionales
Clasificaciones Universitarias:

Global – Overall:
- CWTS World:[5]	765
- THE World:[6]	801–1000
- USNWR Global:[7]	1300

Clasificación CWTS de Leiden:

2019: (indicador P): 765

2018: (indicador P): 776

2017: (indicador P): 797
Times Higher Education World University Rankings:

2021: 1001
2020: 801–1000
 2019: 801–1000
 2018: 801–1000
U.S. News':

2020: 1300
- Química: 692
- Clasificación de ingeniería: 598

## Alumnos notables
- Nusrat Bhutto, ex primera dama de Pakistán.
- Farideh Firoozbakht, matemática.
- Mohammad Jatamí, expresidente de Irán.
- Ata'ollah Mohajerani, exministro de cultura de Irán.
- Houshang Golshiri, escritor, crítico y editor de ficción
- Hrant Markarian, líder de la Federación Revolucionaria Armenia.
- Fatemeh Shayan, politólogo y ganador del 10º Premio Internacional Farabi.